# Alexander Slafkovský
Alexander Slafkovský, född den 11 mars 1983 i Liptovský Mikuláš, Slovakien, är en slovakisk kanotist.
Han tog VM-guld i C-1 lag i slalom 2013 i Prag.